# Paralophata ansorgei
Paralophata ansorgei är en fjärilsart som beskrevs av George Thomas Bethune-Baker 1911. Paralophata ansorgei ingår i släktet Paralophata och familjen nattflyn. Inga underarter finns listade i Catalogue of Life.